# Rohrbach (Dornbirn)
Rohrbach (česky „Rákosový potok“) je 5. obvod (okres) města Dornbirn v rakouském Vorarlbersku. Oficiálně vznikl spolu s obvodem Schoren teprve v roce 1994. Předtím se jeho území dělilo mezi obvody Markt a Haselstauden. Jedná o rozlohou nejmenší obvod.
Dnes je Rohrbach s více než 7 755 obyvateli (stav k roku 2012) třetím největším obvodem Dornbirnu. Je zároveň považován za novou rozvojovou oblast Dornbirnu a je tvořen převážně novostavbami – především rodinnými domy a stále menšími obytnými komplexy.

## Geografická poloha
Rohrbach svým povrchem nijak nevybočuje mezi ostatními obvody a rozprostírá se na převážně rovinatém území na severozápadě městské části Dornbirnu. Je ohraničen na jihu železniční tratí Lindau–Bludenz, na východě Vorarlberskou silnicí (L 190) a na západě a severozápadě řekou Dornbirner Ach. Postupné osídlování obvodu probíhalo od jihovýchodu, kde obvod u nádraží Dornbirn hraničí s centrálním obvodem Markt, směrem na západ, kde sídelní oblast přechází do přírodní mokřadové krajiny (Ried) a navazujících rekreačních oblastí.

## Infrastruktura

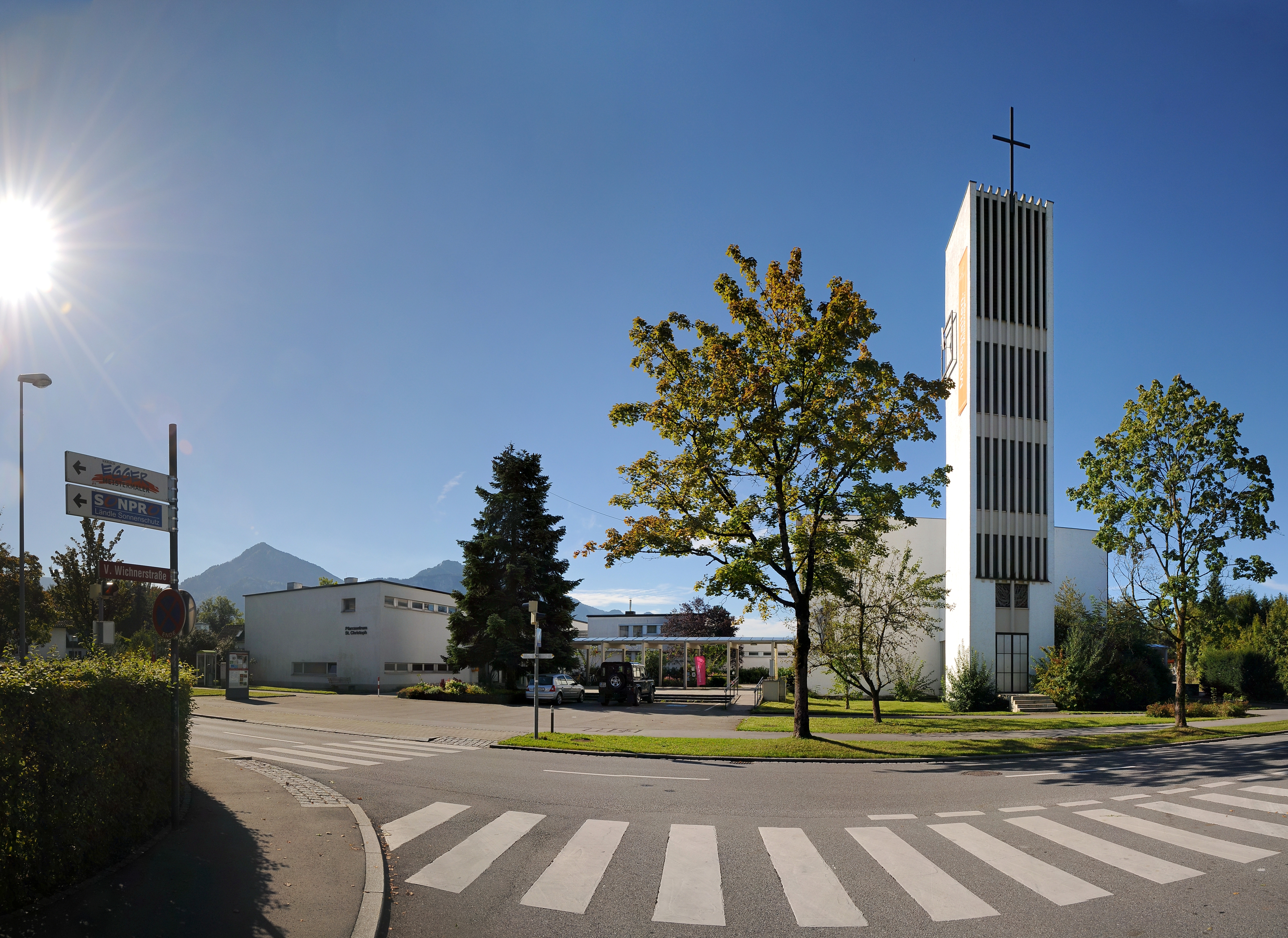
Farní kostel sv. Kryštofa

Farní kostel sv. Kryštofa v Rohrbachu (1963–1964).
Tento kostel byl postaven podle plánů Norberta Kopfa a Norberta Klotze.
Elektrárna Forach
Nachází se v místní části Forach. Poblíž ní také leží čistírna odpadních vod Dornbirn-Schwarzach. Vorarlberským vítězným projektem fondu Wasserleben v roce 2011 byla renaturace nedalekého vodního toku Forachgraben
Sportovní areál Rohrbach
Tento sportovní areál se pyšní třemi velkými fotbalovými hřišti, a špičkovým baseballovým hřištěm, které je zároveň domácím hřištěm všech dornbirnských baseballových a softballových týmů.

## Galerie

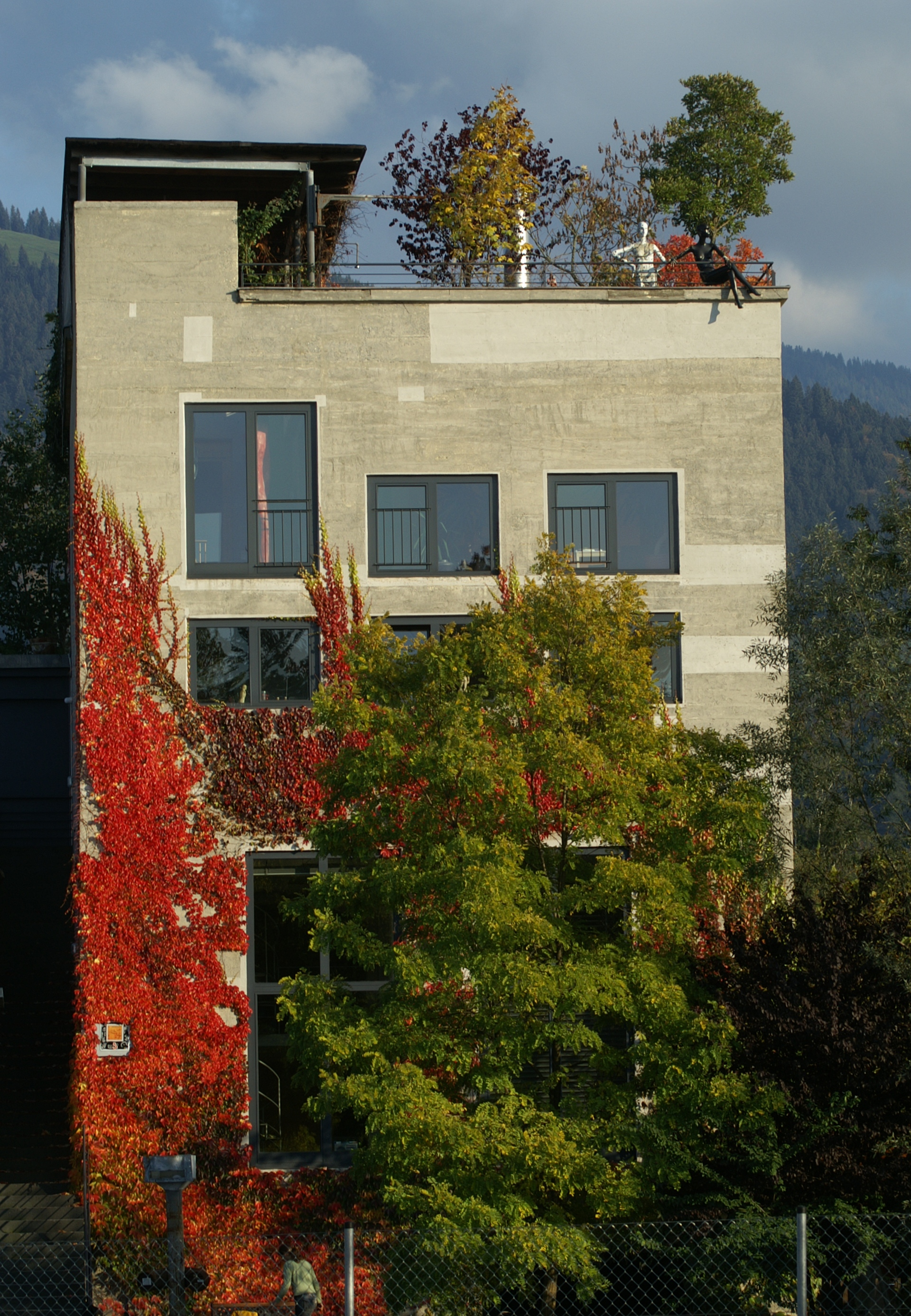
Rhombergova fabrika
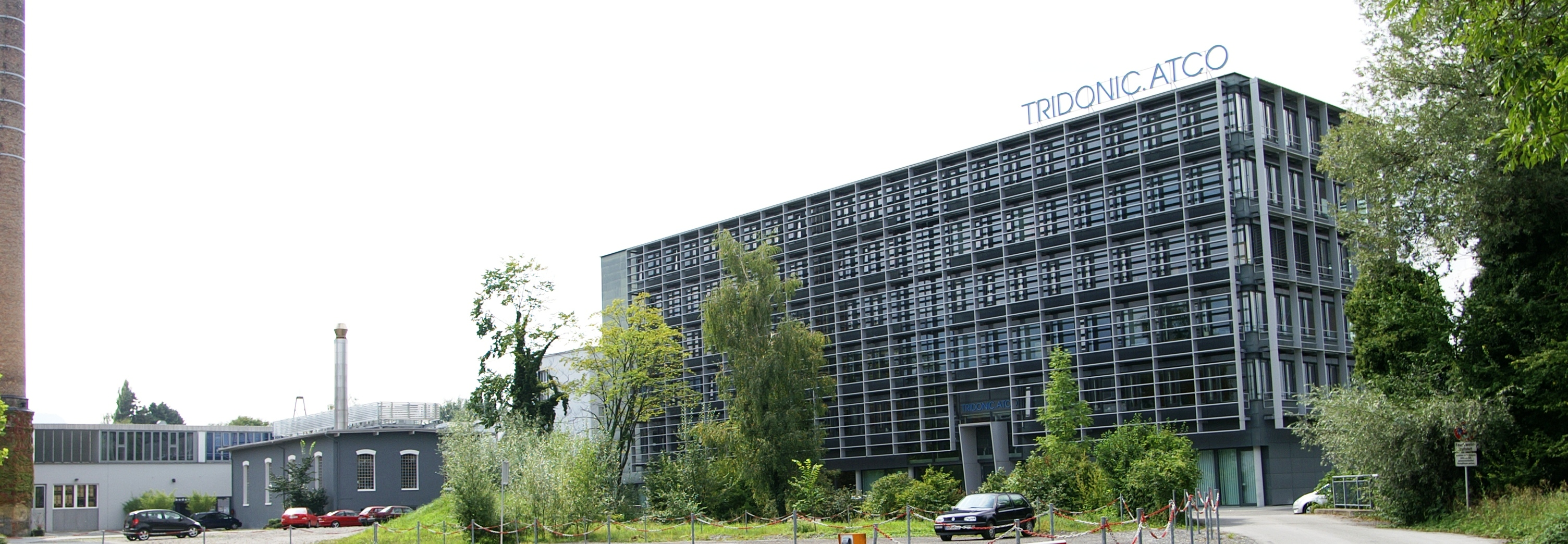
Firma Tridonic
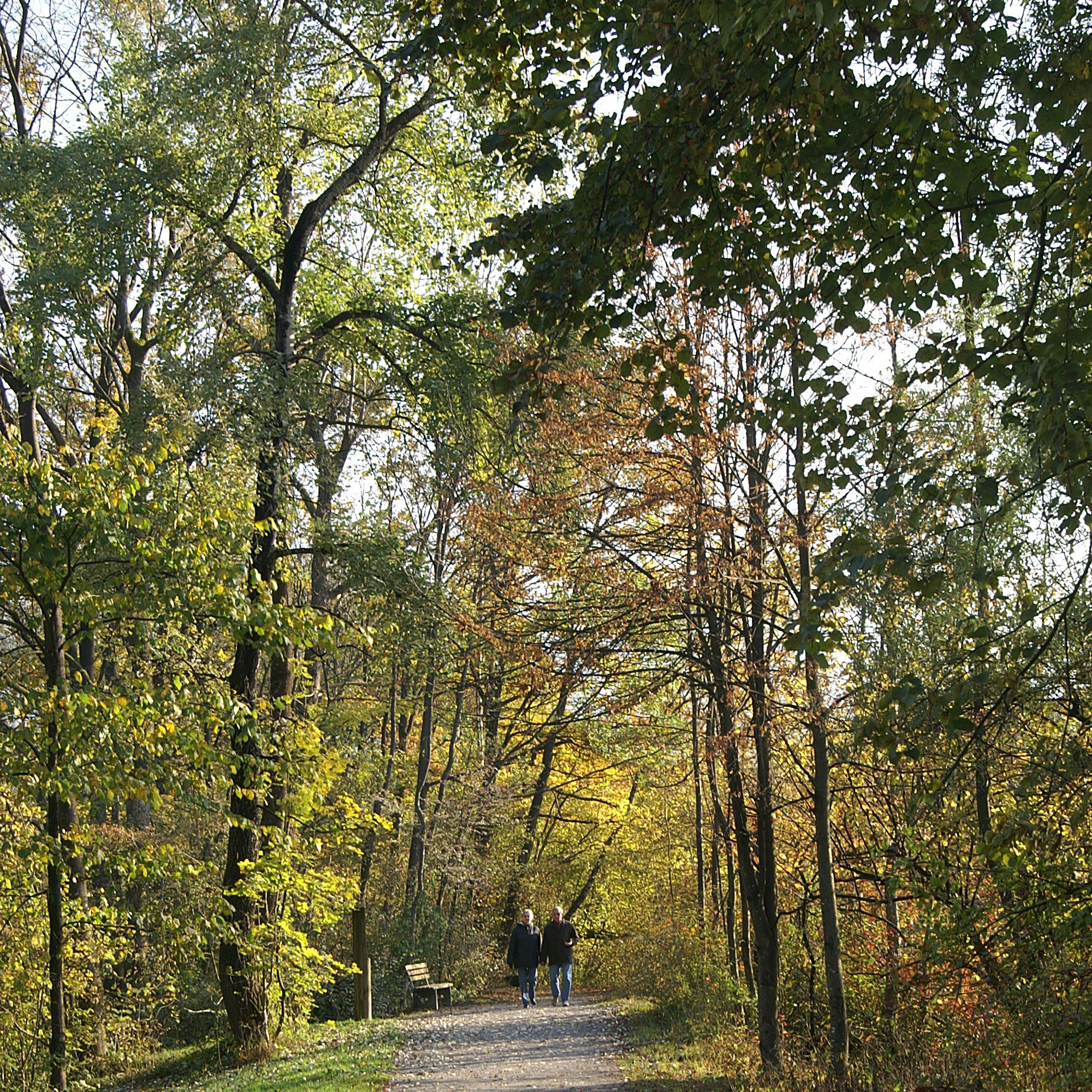
Na březích Dornbirner Ach